# Elatostema funingense
Elatostema funingense är en nässelväxtart som beskrevs av Wen Tsai Wang. Elatostema funingense ingår i släktet Elatostema och familjen nässelväxter. Inga underarter finns listade i Catalogue of Life.